# Idea fregela
Idea fregela är en fjärilsart som beskrevs av Hans Fruhstorfer 1911. Idea fregela ingår i släktet Idea och familjen praktfjärilar. Inga underarter finns listade i Catalogue of Life.